# Баия
Баѝя (португалски Bahia, браз. произношение: [baˈi.a]) е един от 26-те щата на Бразилия. Разположен е в североизточната част на страната. Административният му център е град Салвадор. Баия е с обща площ от 564 692 кв. км и население 13 950 146 души (2006).

## Административно деление
Щатът се поделя на 7 региона, 32 микрорегиона и 417 общини.

## Население
13 950 146 (2006)
Урбанизация: 67,4% (2006)
Расов състав:
- мулати – 8 831 000 (63,2%)
- бели – 2 864 000 (20,5%)
- чернокожи – 2 193 000 (15,7%)
- азиатци и индианци – 83 000 (0,6%)